# 涅德拉瓦湖

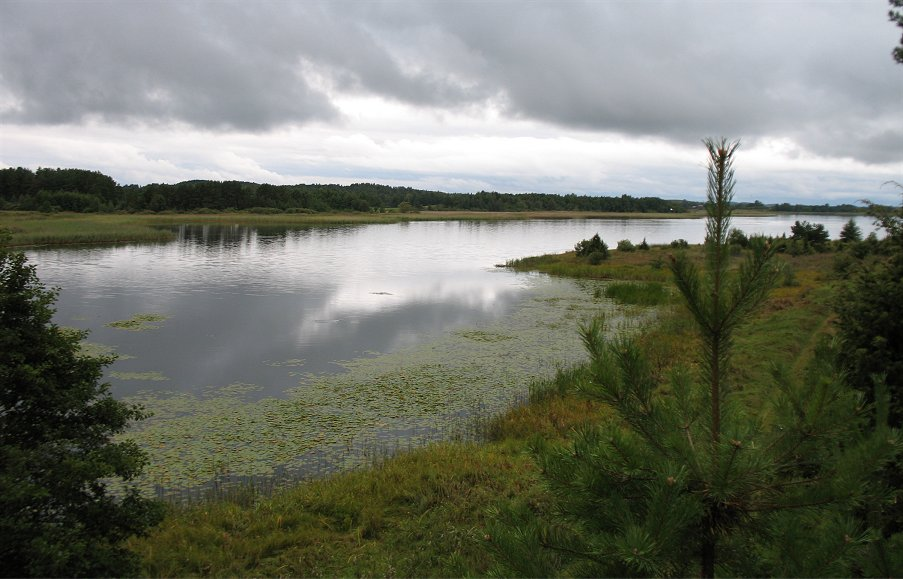
涅德拉瓦湖

涅德拉瓦湖（白俄羅斯語：Недрава）是白俄羅斯的湖泊，位於布拉斯拉夫東北7公里，由維捷布斯克州負責管轄，長3公里、寬2.23公里，面積3.72平方公里，流域面積808平方公里，湖岸線長度15公里，最大水深12.2米，湖中有3個島嶼。